# Tossal de les Euques
El Tossal de les Euques és una muntanya de 997 metres que es troba al municipi d'Os de Balaguer, a la comarca catalana de la Noguera.